# Branca Menta

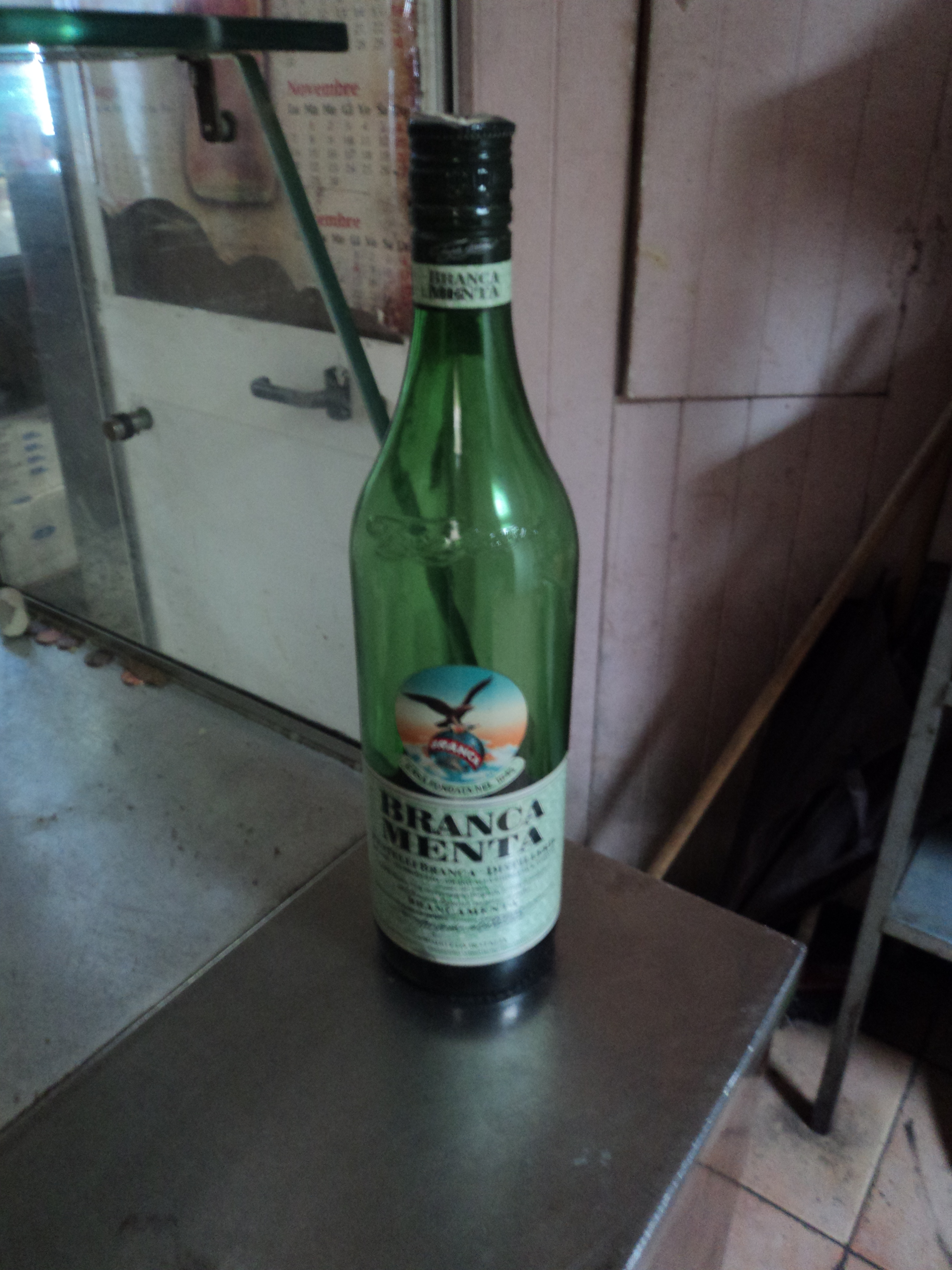
Branca Menta.

Branca Menta (även kallat "menta") är en italiensk spritdryck av typen bitter. Alkoholhalten ligger på 30% och smaken är frisk och stark, med kraftiga inslag av mint. Branca Menta utgör tillsammans med Fernet Branca en av två typer av fernet som vanligen finns tillgängliga i Sverige. Menta dricks främst som shot, ibland skiktat med Amarula. Då får man shoten "mentarula".